# Karlseifertita
La karlseifertita és un mineral de la classe dels sulfats que pertany al grup de la dussertita. Rep el nom per l'enginyer de mines alemany Karl Markus Seifert (1911-2000).

## Característiques
La karlseifertita és un germanat de fórmula química Pb(Ga₂Ge)(AsO₄)₂(OH)₆. Va ser aprovada com a espècie vàlida per l'Associació Mineralògica Internacional en el mes de juny de l'any 2024, i publicada poc després. Cristal·litza en el sistema trigonal. Segons la classificació de Nickel-Strunz pertany a «07.BC: sulfats (selenats, etc.), amb anions addicionals, sense H₂O, amb cations de mida mitjana i gran».
Les mostres que van servir per a determinar l'espècie, el que es coneix com a material tipus, es troben conservades a les col·leccions del Museu d'Història Natural del Comtat de Los Angeles, a Los Angeles (Califòrnia) amb els números de catàleg: 76334 i 76335.

## Formació i jaciments
Va ser descoberta a la mina Tsumeb, situada a la localitat homònima a Namíbia. Aquesta mina africana és l'únic indret de tot el planeta on ha estat descrita aquesta espècie mineral.